# Aragua (Anzoátegui)
Aragua é um município da Venezuela localizado no estado de Anzoátegui.
A capital do município é a cidade de Aragua de Barcelona.